# José Perácio
José Perácio Berjun, gyakran egyszerűen José Perácio (Nova Lima, 1917. november 2. – Rio de Janeiro, 1977. március 10.) brazil labdarúgócsatár.
1. ↑  transfermarkt.com. transfermarkt.com . (Hozzáférés: 2017. október 9.)